# Nino Pungaršek
Nino Pungaršek (* 1. November 1995 in Celje) ist ein slowenischer Fußballspieler.

## Karriere

### Verein
Pungaršek begann seine Karriere beim NK Celje. Im Mai 2014 debütierte er gegen den NK Maribor für die Profis von Celje in der 1. SNL. Bis zum Ende der Saison 2013/14 kam er zu zwei Einsätzen in der höchsten Spielklasse. Zur Saison 2014/15 wurde er an den Zweitligisten NK Šmartno verliehen. Bis zur Winterpause absolvierte er 15 Partien in der 2. SNL, ehe er wieder nach Celje zurückkehrte. Dort kam er bis Saisonende aber nicht zum Zug. In der Saison 2015/16 kam er zu vier Einsätzen für Celje in der höchsten Spielklasse, zudem spielte er als Kooperationsspieler elfmal für den Drittligisten NK Bravo.
In der Saison 2016/17 war Pungaršek schließlich bei Celje gesetzt und absolvierte 33 Spiele in der 1. SNL. In der Saison 2017/18 machte er 22 Ligaspiele, in der Saison 2018/19 kam er zu 25 Einsätzen. In der Saison 2019/20 kam er zu 15 Einsätzen, mit Celje wurde er Meister. In der Saison 2020/21 kam er bis zur Winterpause zu 17 Einsätzen.
Im Januar 2021 schloss sich der Mittelfeldspieler dem Ligakonkurrenten NK Olimpija Ljubljana an. Für den Hauptstadtklub kam er bis Saisonende zu 13 Einsätzen. Die Saison 2021/22 verpasste er jedoch verletzungsbedingt komplett. Zur Saison 2022/23 wechselte er daraufhin nach Österreich zum viertklassigen ASK Voitsberg. Für die Steirer kam er zu 28 Einsätzen in der Landesliga, mit Voitsberg stieg er zu Saisonende in die Regionalliga auf. In der dritthöchsten Spielklasse machte er 2023/24 19 Spiele, mit Voitsberg schaffte er den Durchmarsch in die 2. Liga.

### Nationalmannschaft
Pungaršek absolvierte im August 2010 ein Spiel für die slowenische U-16-Auswahl.